# Autokorrektur
Autokorrektur ist eine Schreibhilfefunktion in Computerprogrammen zur Tippfehlerkorrektur und Rechtschreibkorrektur.
Als Autotext (üblicherweise AutoText geschrieben) werden Funktionen zum automatischen Ausschreiben von Abkürzungen, Wortendungen und Akronymen bezeichnet. Die Zuordnung von Eingabetext zu Ersatztext kann vom Anwender selbst definiert werden.
Als Autoformat (üblicherweise AutoFormat geschrieben) werden Funktionen zur automatischen Sonderzeichen-Einfügung oder automatischer Textformatierung bei Eingabe spezieller Zeichen oder Zeichenfolgen bezeichnet.

## Beispiele

### Autokorrektur-Beispiele
| fehlerhaft | fehlerhaft | korrigiert |
| Addresse   | ⇒          | Adresse    |
| Felher     | ⇒          | Fehler     |
| Hobbies    | ⇒          | Hobbys     |
| Spass      | ⇒          | Spaß       |

### Autotext-Beispiele

AutoFormat in Microsoft Word: Der Hochstrich („gerader Apostroph“) wird je nach Stellung in einfache Anführungszeichen oder in ein Hochkomma als Apostroph umgesetzt. Letzterer erscheint erst nach Eingabe des folgenden Buchstaben.

| Eingabe- |   | Ersatztext     |
| Jh       | ⇒ | Jahrhundert    |
| Jhb      | ⇒ | Jugendherberge |
| Str.     | ⇒ | Straße         |
| XWeg     | ⇒ | Kreuzweg       |
| zH       | ⇒ | z. H.          |
| zHd      | ⇒ | z. Hd.         |
| :-)      | ⇒ | 😀             |

### Autoformat-Beispiele
| Eingabe-           |   | Ersatztext         |
| 'Heute ist's kalt' | ⇒ | ‚Heute ist’s kalt‘ |

## Anwendung
- In der Textverarbeitung ist diese Funktion unter dem Namen AutoKorrektur bekannt. Zu Beginn wurden Autotextdefinitionen für häufig auftretende Tippfehler oder bekannte Akronyme von anderen Anbietern erstellt; die heutigen Office-Pakete enthalten die Funktion üblicherweise schon.
- Systemweite Autotext-Funktion durch Zusatzprogramme – siehe unten
- Auf dem Mac wird seit Mac OS X Snow Leopard 10.6 diese Funktionalität ebenfalls vom Betriebssystem bereitgestellt.
- Eines der ersten Autokorrektur-Programme war Ways für Windows von Hannes Keller.
- Auf Internetseiten kann JavaScript eingesetzt werden, um dem Anwender Autotext zu bieten.
- Die Autokorrektur ist auf vielen Instant-Messaging-Programmen und virtuellen Tastaturen auf Handys, Smartphones und Tabletcomputern bereits vorinstalliert, um ein schnelleres und fehlerfreieres Schreiben zu ermöglichen.

## Systemweite Autotext-Funktion durch Zusatzprogramme
| Programm                      | Proprietär | Betriebssystem    |
| ----------------------------- | ---------- | ----------------- |
| AutoHotkey                    |            | Windows           |
| AutoKey                       |            | Linux             |
| AutoIt                        |            | Windows           |
| MagicExpander                 | x          | Windows           |
| PhraseExpress                 | x          | Windows, Mac, iOS |
| Textbausteinverwaltung Deluxe | x          | Windows           |
| TextExpander                  |            | Mac               |
| Typing Assistant              | x          | Windows           |

## Probleme und Nebeneffekte
Zumeist erfolgt keine semantische Prüfung des Textes durch die Autokorrektur-Software. Daher werden mitunter falsche, zusammenhanglose Ersatzwörter vorgeschlagen bzw. eingefügt. Übernimmt der Benutzer unachtsam ein solches Ersatzwort bzw. korrigiert es nicht, wird vom Cupertino-Effekt gesprochen.